# Le Clerjus
Le Clerjus [lə klɛʁˈʒy] ist eine französische Gemeinde mit 463 Einwohnern (Stand 1. Januar 2022) im Département Vosges in der Region Grand Est (bis 2015 Lothringen). Sie gehört zum Arrondissement Épinal und zum Gemeindeverband Épinal.

## Geografie

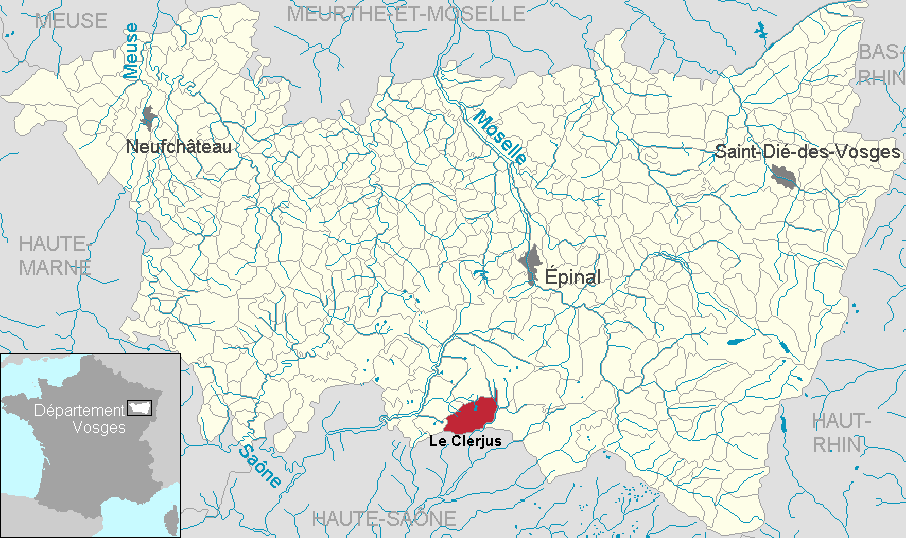
Lage der Gemeinde Le Clerjus
im Département Vosges

Das 32,77 km² große Gemeindegebiet umfasst neben dem Hauptort Le Clerjus die Ortsteile La Fosse, La Landre, Lassus, Le Champ, Le Haut des Champs, Le Molieu, Le Moncel, Le Noirmont, Les Censeaux und Sous le Bois. Die Gemeinde in der Vôge liegt auf etwa 410 Meter über Meereshöhe auf einem Hochplateau zwischen den nach Südwesten fließenden Saône-Nebenflüssen Côney und Sémouse und gehört damit zum Einzugsgebiet der Saône im äußersten Süden der ehemaligen Region Lothringen.
Im Südosten fällt das Gelände schroff zur Sémouse ab, die hier auch die Grenze zur Region Bourgogne-Franche-Comté bildet. Das Waldgebiet Bois du Clerjus nimmt die Nordwesthälfte des Gemeindegebietes ein.
Nachbargemeinden von Le Clerjus sind La Chapelle-aux-Bois im Norden, Xertigny im Nordosten, Plombières-les-Bains im Osten, Aillevillers-et-Lyaumont im Süden sowie Trémonzey und Bains-les-Bains im Westen.

## Toponymie
Der Name des bis ins frühe 18. Jahrhundert Clerjoux genannten Ortes lässt sich von den lateinischen Begriffen Clarus (klar) und Juris (bewaldete Höhe) ableiten.

## Bevölkerungsentwicklung
| Jahr      | 1962 | 1968 | 1975 | 1982 | 1990 | 1999 | 2010 | 2021 |
| Einwohner | 680  | 817  | 736  | 669  | 634  | 521  | 582  | 472  |

Im Jahr 1841 wurde mit 2565 Bewohnern die bisher höchste Einwohnerzahl ermittelt. Die Zahlen basieren auf den Daten von cassini.ehess und INSEE.

## Sehenswürdigkeiten
- Kirche Saint-Maurice, 1780 errichtet
- Grotte de la Chaudeau, Replik der Lourdes-Grotte
- Schlösser Château Puton und Château Bellevue

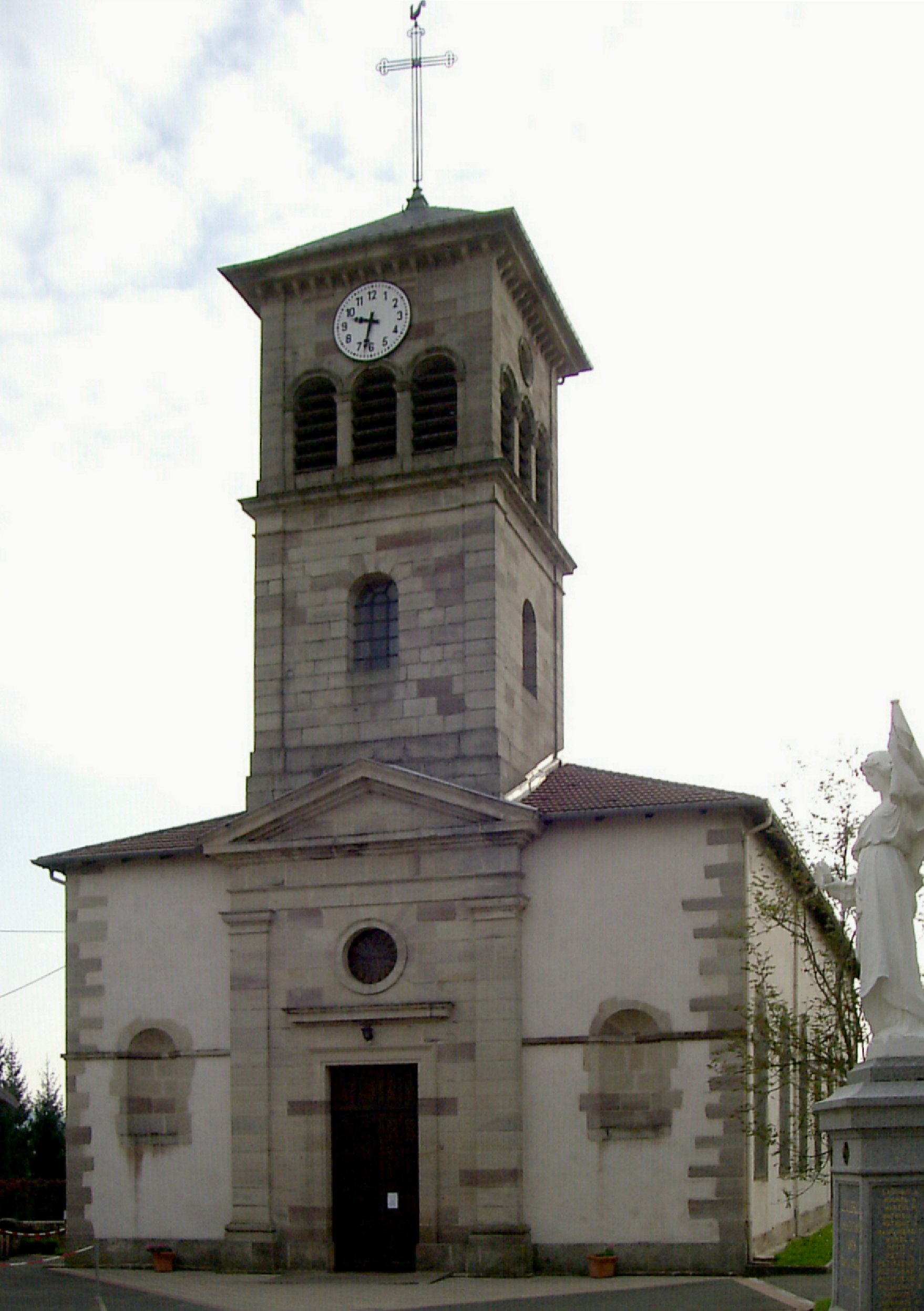
Kirche Saint-Maurice
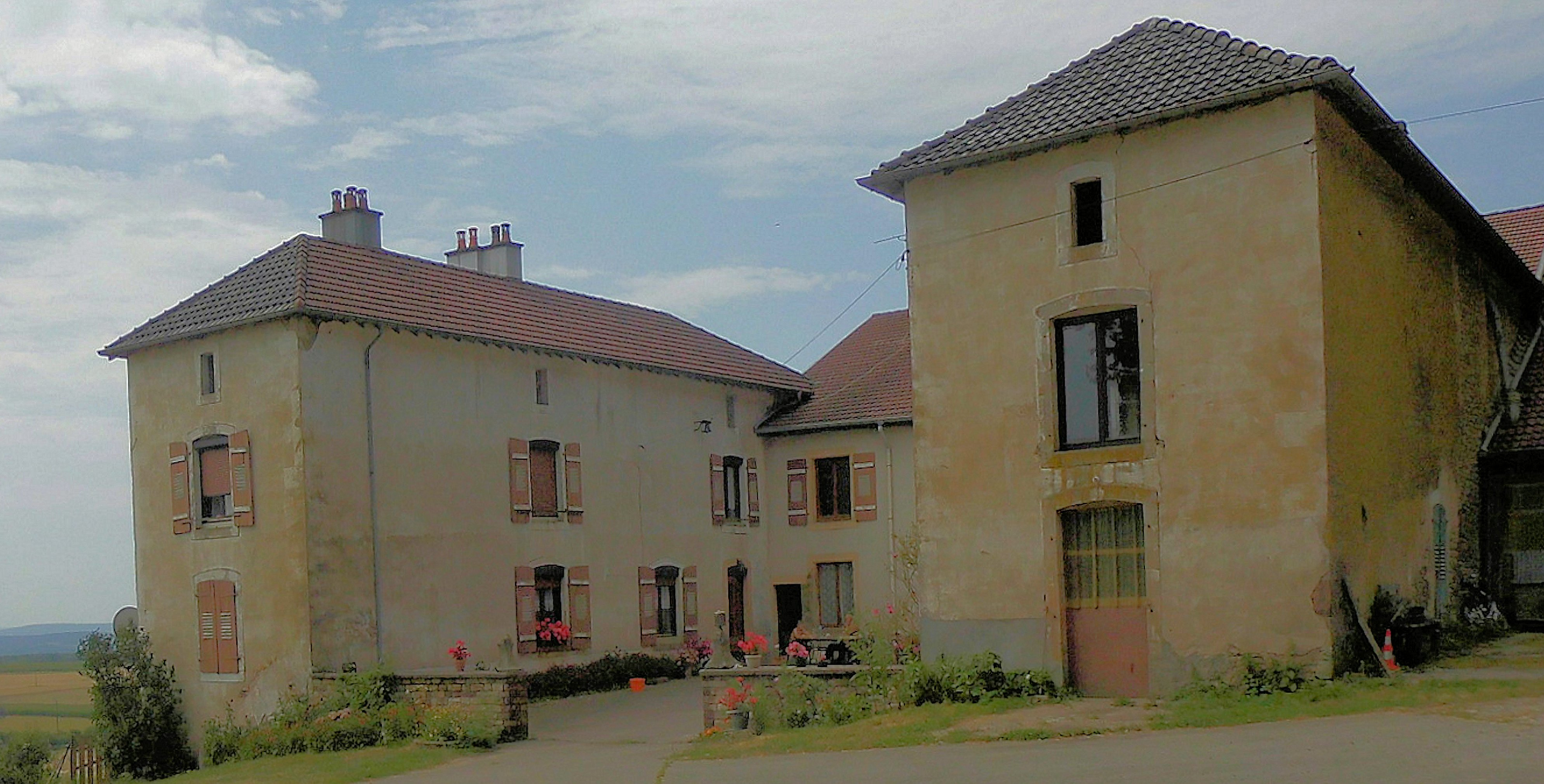
Château Puton
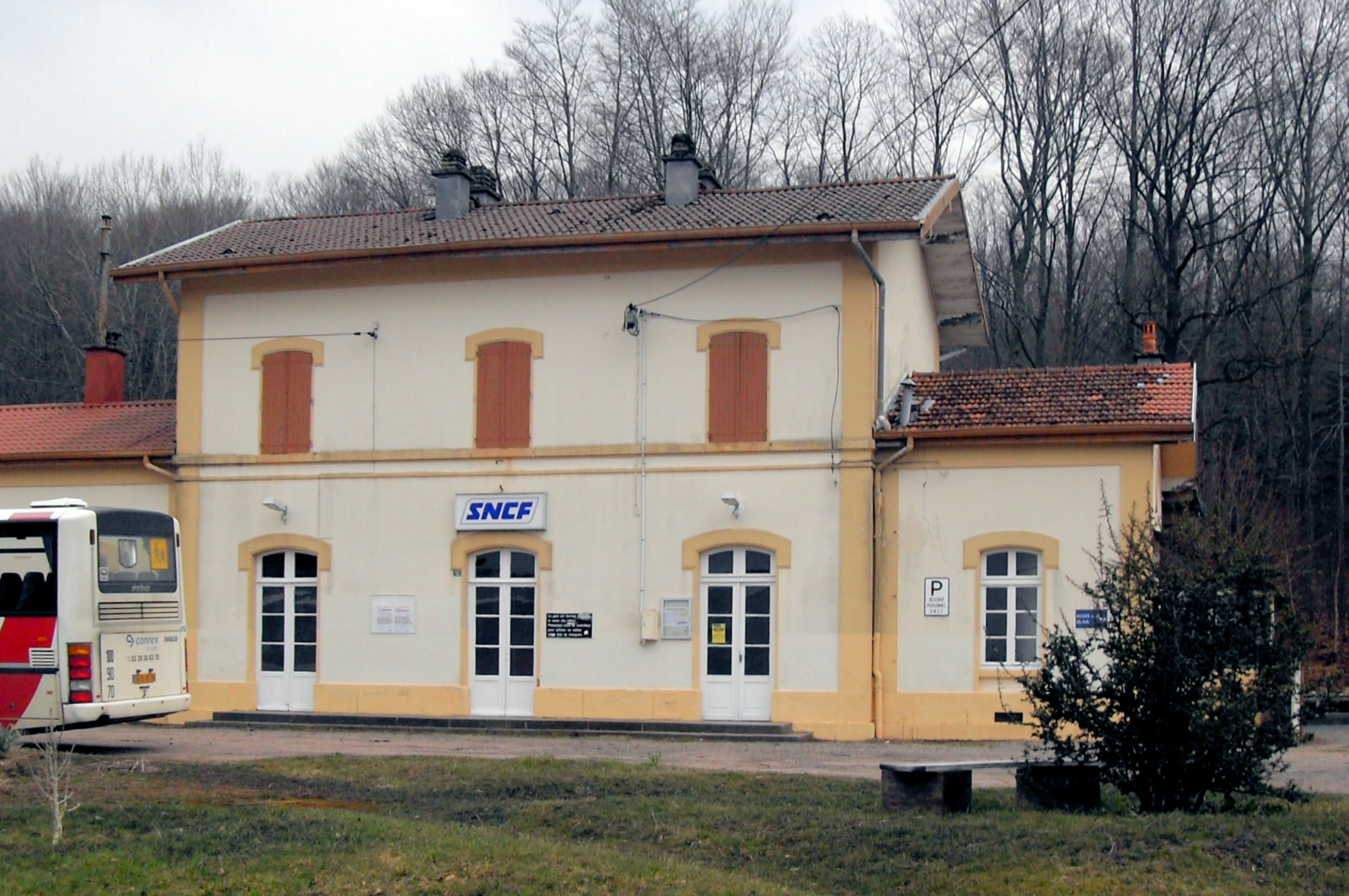
Bahnhof Bains-les-Bains auf dem Gebiet von Le Clerjus

## Wirtschaft und Infrastruktur
In der Gemeinde sind 19 Landwirtschaftsbetriebe ansässig (Gemüseanbau, Milchwirtschaft, Zucht von Pferden, Rindern, Schafen, Ziegen und Geflügel). Darüber hinaus gibt es in Le Clerjus kleine Handwerksbetriebe sowie ein Forstbetrieb. Einige Erwerbstätige pendeln in die umliegenden größeren Ortschaften.
Die Départementsstraße 164 (Saint-Loup-sur-Semouse-Contrexéville) führt südwestlich an Le Clerjus vorbei. Der Bahnhof des Kurortes Bains-les-Bains an der Bahnlinie Nancy–Belfort, die vom Unternehmen TER Grand Est betrieben wird, liegt auf dem Gemeindegebiet von Le Clerjus.

## Belege
1. ↑  Le Clerjus auf cassini.ehess
2. ↑  Le Clerjus auf INSEE
3. ↑  Landwirtschaftsbetriebe auf annuaire-mairie.fr (französisch)